# 亚历克·吉尼斯
亚历克·吉尼斯爵士，CH，CBE（Sir Alec Guinness，1914年4月2日—2000年8月5日）是一位英国演员。他出演过伊灵制片厂的数部喜剧，包括《仁心与冠冕》，片中他分饰八个角色。之后因1957年的《桂河大桥》所扮演的尼柯遜上校一角，获奥斯卡最佳男主角奖。他还曾在《阿拉伯的劳伦斯》中饰演过费萨尔一世。晚年的著名演出，則是在《星球大战》正傳三部曲中飾演欧比旺·克诺比。他從《星球大战》收入中分成2.25%而致富。